# Ро Девы
Ро Де́вы (лат. ρ Virginis), 30 Девы (лат. 30 Virginis), HD 110411 — одиночная переменная звезда в созвездии Девы на расстоянии приблизительно 127 световых лет (около 38,9 парсек) от Солнца. Визуальная звёздная величина звезды — от +4,9m до +4,88m. Возраст звезды определён как около 300 млн лет.

## Характеристики
Ро Девы — белая пульсирующая переменная звезда типа Дельты Щита (DSCTC) спектрального класса A0V, или A0, или A3V. Масса — около 1,843 солнечной, радиус — около 1,703 солнечного, светимость — около 13,9 солнечной. Эффективная температура — около 8513 K.

## Планетная система
В 2019 году учёными, анализирующими данные проектов Hipparcos и Gaia, у звезды обнаружена планета HIP 61960 b.